# Lamine Sidimé
Lamine Sidimé (), né en 1944, est un homme d'État guinéen et ancien Premier ministre du 13 mars 1999 au 23 février 2004.
Sidimé est actuellement président de la Cour suprême. Il est membre du Parti de l'unité et du progrès.